# Adolf Oberländer (Architekt)
Adolf Oberländer (* 16. August 1867 in Laa an der Thaya; † 26. April 1923 in Wien) war ein österreichischer Architekt.

## Leben
Adolf Oberländer war Jude. Er erhielt 1892 eine Konzession als Maurermeister für die Vorstädte Wiens, was damals das Recht einschloss, selbst Häuser zu entwerfen und zu bauen, sofern es sich um keine Monumentalbauten handelte. 1898 heiratete er in Paris Jeanne Marguerite Zechner, mit der er zwei Kinder hatte. Im selben Jahr bildete er mit Rudolf Krausz eine erfolgreiche Architektengemeinschaft bis 1905. Dann trennten sich die Partner und eröffneten jeweils ihr eigenes Atelier. Oberländer bezeichnete sich selbst als Architekt und Maurermeister. 1917 erwarb er die Baumeisterkonzession und trat vereinzelt auch als Bauherr auf. Oberländer starb 55-jährig an den Folgen einer Blutvergiftung.

## Leistung
Adolf Oberländer arbeitete sich vom einfachen Maurer aus der Provinz zu einem erfolgreichen Architekten der Großstadt hoch. Gemeinsam mit seinem Partner Rudolf Krausz setzte er den in Österreich damals nicht sehr gebräuchlichen altdeutschen Stil ein. Viele seiner Bauten besitzen eine malerische Wirkung, die durch unterschiedliche und asymmetrische Dekorationselemente entstand. Daraus entwickelte sich die Bevorzugung einer Heimatschutzarchitektur. Je nach Aufgabe und Standort wandelte Oberländer sein Formenvokabular entsprechend ab, damit sich die Neubauten in die bestehende Umgebung einpassen konnten. Er schuf vorwiegend Mietshäuser und Villenbauten in Wien.
| Foto |                 | Baujahr   | Name                                                     | Standort                                                  | Beschreibung | Metadaten                                                                                      |
| ---- | --------------- | --------- | -------------------------------------------------------- | --------------------------------------------------------- | --- | ---------------------------------------------------------------------------------------------- |
| BW   | Datei hochladen | 1900      | Gruppe von Miethäusern                                   | Wien 18, Währinger Straße 145 Standort                    | Anmerkung: mit Rudolf Krausz                                                                                     | P84(Architekt): P131(Ort):                                                                     |
| BW   | Datei hochladen | 1900      | Gruppe von Miethäusern                                   | Wien 18, Währinger Straße 147 Standort                    | Anmerkung: mit Rudolf Krausz                                                                                     | P84(Architekt): P131(Ort):                                                                     |
| BW   | Datei hochladen | 1900      | Gruppe von Miethäusern                                   | Wien 18, Währinger Straße 149 Standort                    | Anmerkung: mit Rudolf Krausz                                                                                     | P84(Architekt): P131(Ort):                                                                     |
| ja   | Datei hochladen | 1902      | Miethaus                                                 | Wien 5, Hamburgerstraße 2 Standort                        | Anmerkung: mit Rudolf Krausz. Identanschrift: Rechte Wienzeile 49                                                | P84(Architekt):Adolf Oberländer, Rudolf Krausz P131(Ort):Wien Region-ISO:AT-9                  |
| ja   | Datei hochladen | 1902–1903 | Mietvilla                                                | Wien 13, Kupelwiesergasse 14/Eitelbergergasse 19 Standort | Anmerkung: mit Rudolf Krausz                                                                                     | P84(Architekt):Adolf Oberländer, Franz von Krauß, Rudolf Krausz P131(Ort):Wien Region-ISO:AT-9 |
| ja   | Datei hochladen | 1902–1903 | Wohnhaus                                                 | Wien 14, Linzer Straße 55 Standort                        | Anmerkung: mit Rudolf Krausz                                                                                     | P84(Architekt):Adolf Oberländer, Rudolf Krausz P131(Ort):Wien Region-ISO:AT-9                  |
| ja   | Datei hochladen | 1904      | Wohnhäuser                                               | Wien 15, Sechshauser Straße 122 Standort                  | Anmerkung: mit Rudolf Krausz, teilweise reduzierter Fassadendekor                                                | P84(Architekt): P131(Ort):                                                                     |
| ja   | Datei hochladen | 1904      | Wohnhäuser                                               | Wien 15, Sechshauser Straße 124 Standort                  | Anmerkung: mit Rudolf Krausz, teilweise reduzierter Fassadendekor                                                | P84(Architekt): P131(Ort):                                                                     |
| ja   | Datei hochladen | 1904      | Wohnhäuser                                               | Wien 15, Sechshauser Straße 126 Standort                  | Anmerkung: mit Rudolf Krausz, teilweise reduzierter Fassadendekor                                                | P84(Architekt): P131(Ort):                                                                     |
| ja   | Datei hochladen | 1904      | Wohnhäuser                                               | Wien 15, Sechshauser Straße 128 Standort                  | Anmerkung: mit Rudolf Krausz, teilweise reduzierter Fassadendekor. Auch Haus 130 in der Quelle, existiert nicht. | P84(Architekt): P131(Ort):                                                                     |
| ja   | Datei hochladen | 1904–1905 | Doppelvilla                                              | Wien 13, Steckhovengasse 7–9 Standort                     | Anmerkung: mit Rudolf Krausz                                                                                     | P84(Architekt):Adolf Oberländer, Rudolf Krausz P131(Ort):Wien Region-ISO:AT-9                  |
| ja   | Datei hochladen | um 1904   | Villa HERIS-ID: 69958 Objekt-ID: 83055                   | Wagnerstraße 5, Hinterbrühl Standort                      | | P84(Architekt): P131(Ort):Hinterbrühl Region-ISO:AT-3                                          |
| ja   | Datei hochladen | 1905–1906 | Wohnhäuser                                               | Wien 19, Gymnasiumstraße 56 Standort                      | Anmerkung: mit Rudolf Sowa                                                                                       | P84(Architekt): P131(Ort):                                                                     |
| BW   | Datei hochladen | 1905–1906 | Wohnhäuser                                               | Wien 19, Gymnasiumstraße 56A Standort                     | Anmerkung: mit Rudolf Sowa                                                                                       | P84(Architekt): P131(Ort):                                                                     |
| BW   | Datei hochladen | 1905–1906 | Wohnhäuser                                               | Wien 19, Gymnasiumstraße 60 Standort                      | Anmerkung: mit Rudolf Sowa                                                                                       | P84(Architekt): P131(Ort):                                                                     |
| ja   | Datei hochladen | 1906      | Wohnhaus                                                 | Wien 8, Hamerlingplatz 10 Standort                        | | P84(Architekt):Adolf Oberländer P131(Ort):Wien Region-ISO:AT-9                                 |
| ja   | Datei hochladen | 1906      | Grand Hotel Royal · Wikidata                             | Piešťany, Slowakei, Orchard Andrej Kmet 82 Standort       | Anmerkung: später Therapie-Haus Slovan                                                                           | P84(Architekt):Adolf Oberländer P131(Ort):Piešťany Region-ISO:SK-TA                            |
| BW   | Datei hochladen | 1908      | „Katharinenheim“ Erholungsheim                           | Hinterbrühl, Wagnerstraße 5 Standort                      | | P84(Architekt): P131(Ort):                                                                     |
| ja   | Datei hochladen | 1909      | Wohnhaus                                                 | Wien 3, Rudolf-von-Alt-Platz 3 Standort                   | | P84(Architekt): P131(Ort):                                                                     |
| BW   | Datei hochladen | um 1910   | Miethausgruppe                                           | Wien 3, Marxergasse 6 und 8 Standort                      | Anmerkung: Ident Invalidenstraße 1 und Untere Viaduktgasse 6                                                     | P84(Architekt): P131(Ort):                                                                     |
| ja   | Datei hochladen | 1911      | Wohn- u. Geschäftshäuser                                 | Wien 8, Lange Gasse 68 / Laudongasse 12 Standort          | | P84(Architekt):Adolf Oberländer P131(Ort):Wien Region-ISO:AT-9                                 |
| ja   | Datei hochladen | 1911      | Wohn- u. Geschäftshäuser                                 | Wien 8, Lange Gasse 70 Standort                           | | P84(Architekt): P131(Ort):                                                                     |
| ja   | Datei hochladen | 1912      | Wohnhaus                                                 | Wien 2, Böcklinstraße 53 Standort                         | | P84(Architekt): P131(Ort):                                                                     |
| ja   | Datei hochladen | 1912      | Wohnhaus                                                 | Wien 13, Kremsergasse 1 Standort                          | | P84(Architekt):Adolf Oberländer P131(Ort):Wien Region-ISO:AT-9                                 |
| ja   | Datei hochladen | 1914      | Wohnhaus                                                 | Wien 9, Canisiusgasse 16 Standort                         | Anmerkung: Gebäude auf Nr 12–16 ist älter. Datenfehler?                                                          | P84(Architekt):Adolf Oberländer P131(Ort):Wien Region-ISO:AT-9                                 |
| ja   | Datei hochladen | 1915      | Miethausgruppe HERIS-ID: 47997 Objekt-ID: 51374          | Wien 10, Quellenstraße 134–136 und 138–140 Standort       | | P84(Architekt): P131(Ort):Favoriten Region-ISO:AT-9                                            |
| ja   | Datei hochladen | 1922      | Wohn- u. Geschäftshaus HERIS-ID: 95571 Objekt-ID: 110933 | Wien 1, Seitzergasse 2–4 Standort                         | Anmerkung: jetzt BAWAG                                                                                           | P84(Architekt): P131(Ort):Innere Stadt Region-ISO:AT-9                                         |